# Albert Wichgreve
Albert Wichgreve, auch Albrecht Wichgreve, latinisiert Albertus Wichgrevius (* um 1575 in Hamburg; † 1619 in Allermöhe) war ein deutscher evangelisch-lutherischer Theologe und neulateinischer Dichter des 16. Jahrhunderts.

## Leben
Albert Wichgreve wurde um 1575 als Sohn des Predigers Henning Wichgreve in Hamburg geboren. Ab dem Wintersemester 1590/91 studierte er unter Rektor Wilhelm Lauremberg Philologie und Theologie an der Universität Rostock, anschließend in Helmstedt und ab 1594 in Wittenberg. In Wittenberg im März 1597 zum Magister promoviert, kam er im selben Jahr nach Rostock zurück und wirkte dort als Privatdozent. Vor 1599 wurde er zum Poeta Laureatus gekrönt. 1600 wurde er Schulrektor in Pritzwalk in der Mark Brandenburg. 1605 erhielt er die Berufung zum Prediger nach Allermöhe bei Hamburg. Hier wurde er am 22. Dezember eingeführt; er hatte das Amt bis zu seinem Tod 1619 inne. In seine Zeit fällt der Neubau der Dreieinigkeitskirche Allermöhe-Reitbrook, die er am 2. Februar 1614 mit einer niederdeutschen Predigt einweihte.

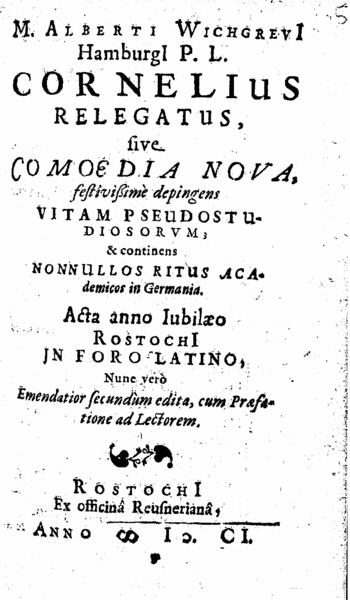
Titelblatt Cornelius Relegatus 1601

Bekannt wurde Albert Wichgreve durch seine Theaterkomödie Cornelius Relegatus (lat. „der von der [Universität] verwiesene Cornelius“), auch „der verbummelte Cornelius“. Diese wurde beim Rostocker Universitätsjubiläum im Jahre 1600 uraufgeführt, sie schildert auf satirische Weise die unrühmliche Laufbahn eines gescheiterten Studenten des 16. Jahrhunderts und prägte für lange Zeit die Ansichten der Öffentlichkeit vom Leben eines Bummelstudenten. Gleichzeitig ist das Stück ein Dokument der akademischen Sitten und Gebräuche des ausgehenden 16. Jahrhunderts.
Das Stück erzielte einen enormen Publikumserfolg mit außergewöhnlicher Langzeitwirkung. So wurde es für 2019 anlässlich des 600. Jubiläums der Universität als Jubiläums-Oper Dead End for Cornelius R. (dt.: „Sackgasse für Cornelius R.“) mit der Hochschule für Musik und Theater Rostock als Exklusivpartner inszeniert. Die Premiere fand am 2. November 2018 statt. Der Komponist Sven Daigger (* 1984) hatte das Stück in die Neuzeit übertragen: „Der Hauptprotagonist ertrinkt in einer Flut an Informationen.“

## Werke (Auswahl)
- Cornelius Relegatus – sive Comoedia Nova, festivissime depingens Vitam Pseudostudiosorum; & continens Nonnullos Ritus Academicos in Germania. Ex officina Reusneriana, Rostock 1600.

Digitalisat der 2. Auflage 1601/02 bei CAMENA
- Encaenia Allermodiana Dat ys Eine Christlicke Investitur Predige by der Inwyhing der van nyen beydes an Lenge und breyde uth dem Fundament reparerter Kercken tho Allermoede im Billwarden gelegen … Geholden dorch M. Albertum Wichgrevium Hamburg Pastorn darsülvest, Anno 1614. Schnyder, Hamburg 1615. (Borchling/Claussen: Nr. 3024)